# Traci Lind
Traci Lind (Traci Lin Wemes) (Louisville, Kentucky, 1968. április 1. –) amerikai színésznő, modell, producer. 

## Élete és pályafutása
13 évesen kezdett modellkedni, miután az Elite Modell Ügynökség feje, John Casablancas felfedezte. 
1986-tól színészként is dolgozott, számos tv-sorozatban és mozifilmben szerepelt. 1990-ig többnyire Traci Lin néven tüntették fel a stáblistákon. 1997-től visszavonult a színészettől, egy interjúban elárulta, hogy magánéleti problémák miatt hagyta ott a filmezést és rossz döntésként élte meg, hogy színészi karrierbe kezdett. 
1992-ben hozzáment Shakil Richardsonhoz, akitől két gyermeke született.

## Filmográfia

### Film
| Év   | Cím                   | Szerep              | Megjegyzés                  |
| ---- | --------------------- | ------------------- | --------------------------- |
| 1986 | My Little Girl        | Alice               | Streetgirls címen is futott |
| 1987 | A Tiger's Tale        | Penny               |                             |
| 1988 | Költözés              | Natalie             |                             |
| 1988 | Survival Quest        | Olivia              |                             |
| 1988 | Frászkarika 2.        | Alex                |                             |
| 1988 | Elvarázsolt kastély   | Yvette              |                             |
| 1990 | A szolgálólány meséje | Janine / Ofwarren   |                             |
| 1990 | Kiborgtanárok         | Christie Langford   |                             |
| 1991 | Voyager               | Charlene            | Homo Faber címen is futott  |
| 1991 | Nincsenek titkok      | Sam                 |                             |
| 1991 | Bugsy                 | Natalie St. Clair   |                             |
| 1993 | A barátom a halálom   | Missy McCloud       |                             |
| 1994 | Promenád a gyönyörbe  | Irene Sírhant nővér |                             |
| 1996 | Kiss & Tell           | Molly szobatársa    |                             |
| 1997 | Red Meat              | Connie              | producer is                 |
| 1997 | Erőszak vége          | Cat                 |                             |
| 1997 | Flörtölni a halállal  | Sara Robbins        |                             |
| 1997 | Cadillac              | Missy               |                             |

### Televízió
| Év   | Cím                     | Szerep            | Megjegyzés                          |
| ---- | ----------------------- | ----------------- | ----------------------------------- |
| 1984 | Ryan's Hope             | Pru Shepherd      | "18 June 1984" című részben         |
| 1986 | Club Med                | Simone LaFontanne | TV-film                             |
| 1987 | Casanova                | Heidi             | TV-film                             |
| 1987 | Fame                    | Joanna            | "Ian's Girl" című részben           |
| 1987 | 21 Jump Street          | Nadia             | "America, What a Town" című részben |
| 1987 | CBS Schoolbreak Special | Susan Atherton    | "Juvi" című részben                 |
| 1987 | Werewolf                | Chrissy           | "The Unicorn" című részben          |
| 1988 | Ohara                   | Amy Allen         | "Open Season" című részben          |
| 1988 | CBS Summer Playhouse    | Sharon            | "Sniff" című részben                |
| 1988 | Life on the Flipside    | Better Bea Day    | TV-film                             |
| 1990 | Sky High                | Dawn              | TV-film                             |
| 1994 | Zsaru a kifutón         | Jae               | TV-film                             |
| 1996 | Egyszemélyes hadjárat   | Monica Gordini    | TV-film                             |

## Fordítás
Ez a szócikk részben vagy egészben  a   Traci Lind című angol Wikipédia-szócikk fordításán alapul.  Az eredeti cikk szerkesztőit annak laptörténete sorolja fel. Ez a jelzés csupán a megfogalmazás eredetét és a szerzői jogokat jelzi, nem szolgál a cikkben szereplő információk forrásmegjelöléseként.